# IC 4749
IC 4749 est une galaxie lenticulaire située dans la constellation du Paon. Sa vitesse par rapport au fond diffus cosmologique est de 4 311 ± 36 km/s, ce qui correspond à une distance de Hubble de 63,6 ± 4,5 Mpc (∼207 millions d'al). Cette galaxie a été découverte par l'astronome américain DeLisle Stewart en 1901.
À ce jour, une mesure non basée sur le décalage vers le rouge (redshift) donne une distance d'environ 63,400 Mpc (∼207 millions d'al). Cette valeur est à l'intérieur des valeurs de la distance de Hubble.

## Groupe d'IC 4765
Selon A. M. Garcia IC 4749 fait partie du groupe d'IC 4765. Ce groupe de galaxies renferme au moins 31 membres dont trois du New General Catalogue et 19 de l'Index Catalogue.